# Liste der Kreisstraßen in Fürth
Die Liste der Kreisstraßen in Fürth ist eine Auflistung der Kreisstraßen in der bayerischen Stadt Fürth mit deren Verlauf. 

## Abkürzungen
- ER: Kreisstraße in der kreisfreien Stadt Erlangen
- FÜ: Kreisstraße im Landkreis Fürth
- FÜs: Kreisstraße in der kreisfreien Stadt Fürth
- N: Kreisstraße in der kreisfreien Stadt Nürnberg
- St: Staatsstraße in Bayern

## Liste
Nicht vorhandene bzw. nicht nachgewiesene Kreisstraßen werden in Kursivdruck gekennzeichnet, ebenso Straßen und Straßenabschnitte, die unabhängig vom Grund (Herabstufung zu einer Gemeindestraße oder Höherstufung) keine Kreisstraßen mehr sind.
Der Straßenverlauf wird in der Regel von Nord nach Süd und von West nach Ost angegeben.
| Nr. FÜs | Verlauf |
| ------- | --- |
| FÜs 1   | (ER 2 in Erlangen) – Stadtgrenze – (Vacher Straße) – St 2263 – Herzogenauracher Straße – Vacher Straße – FÜs 5 – Vacher Straße – Billinganlage – |
| FÜs 2   | (FÜ 7 in Landkreis Fürth) – Stadtgrenze – Bernbacher Straße – Würzburger Straße –                                                                |
| FÜs 3   | (FÜ 17 in Landkreis Fürth) – Stadtgrenze – Obermichelbacher Straße – Pfaffenhecke – St 2263 (bei Vach)                                           |
| FÜs 4   | St 2242/St 2263 – Mannhofer Straße – FÜs 5 – Herboldshof – Am Schmalaugraben – FÜs 7 – Am Schmalaugraben – (Würzburger Straße / N 3 in Nürnberg) |
| FÜs 5   | FÜs 1 – Stadelner Straße – Fischerberg – St 2242 – Herboldshofer Straße – FÜs 4                                                                  |
| FÜs 6   | St 2242 – Zirndorfer Straße – Stadtgrenze – (FÜ 6 in Landkreis Fürth)                                                                            |
| FÜs 7   | (AS Steinach) – In der Schmalau – Am Mühlweg – FÜs 4                                                                                             |